# Слід звіра (фільм)

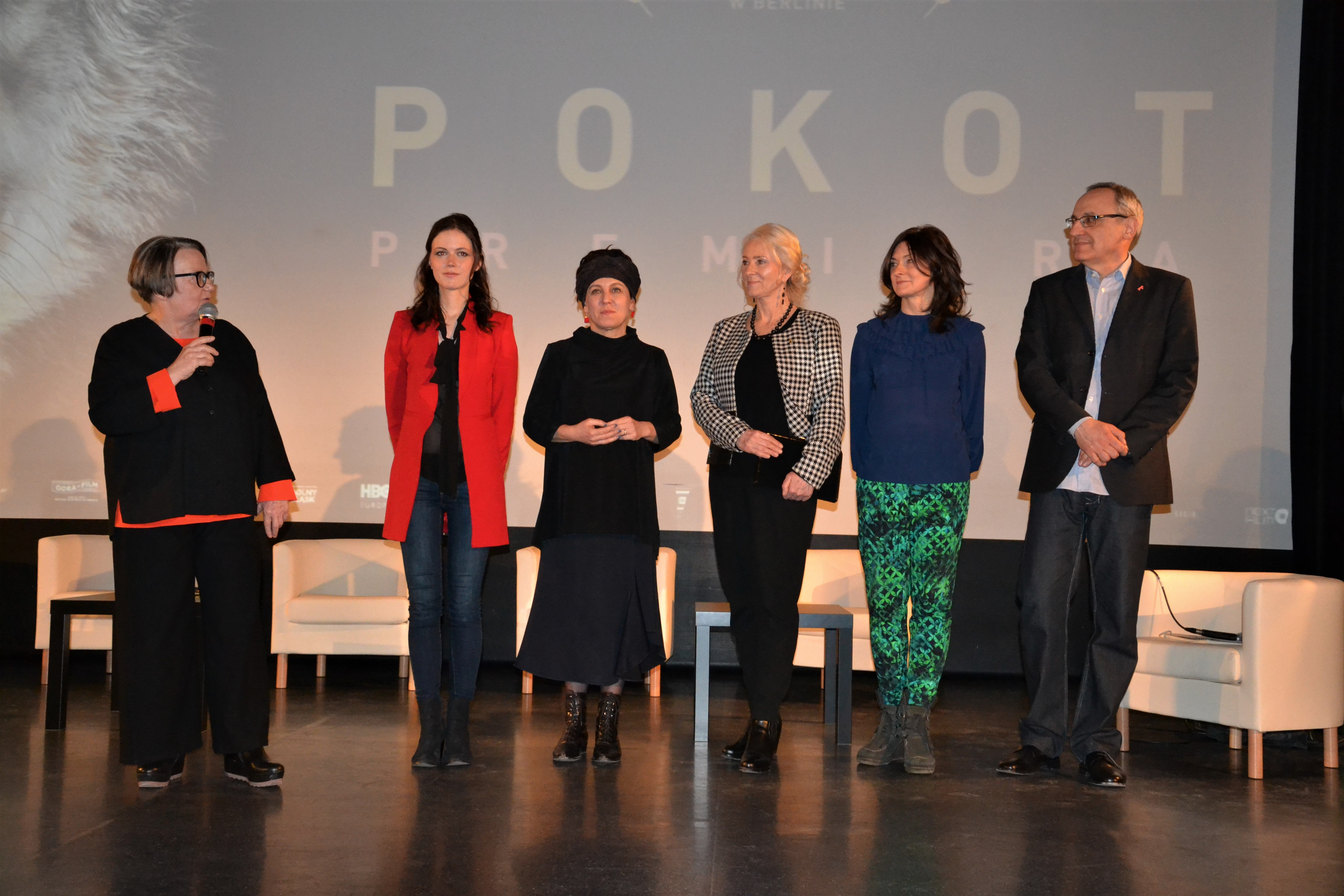
Слід звіра

«Слід звіра» (пол. Pokot) — кримінальний фільм-драма 2017 року, поставлений польською режисеркою Агнешкою Голланд за романом «Веди свій плуг понад кістками мертвих» (2009) польської письменниці Ольги Токарчук. Прем'єра стрічки відбулася 12 лютого 2017 року на 67-му Берлінському міжнародному кінофестивалі, де вона брала участь в конкурсній програмі та змагалася за головний приз —  Золотий ведмідь .

## Сюжет
Немолода жінка Яніна Душейко, колишня інженерка, що будувала мости в Сирії, живе на околиці лісу в Судетах, викладає англійську в сільській школі, захоплюється астрологією і вегетаріанством та добре знайома з дикою природою. Однієї сніжної, зимової ночі вона знаходить тіло сусіда-мисливця. Єдиний слід навколо його будинку — це слід козуль… З часом за нез'ясованих обставин гинуть чергові жертви. У всіх загиблих була одна й та сама пристрасть — полювання. Бачачи безсилля поліції, Яніна починає власне розслідування, яке дає шокуючі результати: чи можливо це, щоб самі мисливці стали дичиною?

## У ролях
| Аґнєшка Мандат     | … | Яніна Душейко         |
| Віктор Зборовський | … | Матога                |
| Якуб Гершал        | … | Дизьо                 |
| Патриція Вольни    | … | Добра Новина          |
| Мирослав Кробот    | … | Борос Шнайдер         |
| Борис Шиц          | … | Внентшак              |
| Томаш Кот          | … | прокурор Свєрщинський |
| Анджей Грабовський | … | голова                |
| Катажина Герман    | … | дружина голови        |
| Марцін Босак       | … | ксьондз Шелест        |

## Знімальна група
- Автори сценарію — Агнешка Голланд, Ольга Токарчук
- Режисер-постановник — Агнешка Голланд
- Продюсер — Януш Вахала, Кшиштоф Зануссі
- Співпродюсер — Томас Груби, Йоганнес Рексін, Якуб Викторін, Фредерік Зандер
- Асоційований продюсер — Саймон Офенлох
- Композитор — Антоні Лазаркевич
- Оператор — Іоланта Дилевська
- Монтаж — Павел Грдлічка
- Підбір акторів — Карен Вендланд
- Художник-постановник — Йоанна Маха
- Художник-декоратор — Крістіан Крюгер
- Художник по костюмах — Катажина Левінська

## Нагороди та номінації
| Список нагород та номінацій                 | Список нагород та номінацій | Список нагород та номінацій         | Список нагород та номінацій | Список нагород та номінацій | Список нагород та номінацій |
| Кінопремія                                  | Дата церемонії              | Категорія                           | Номінант(и)                 | Результат                   | Дж                          |
| ------------------------------------------- | --------------------------- | ----------------------------------- | --------------------------- | --------------------------- | --------------------------- |
| Берлінський міжнародний кінофестиваль       | 18 лютого 2017              | Золотий ведмідь                     | Слід звіра                  | Номінація                   | [ 1 ]                       |
| Берлінський міжнародний кінофестиваль       | 18 лютого 2017              | Приз Альфреда Бауера                | Слід звіра                  | Перемога                    | [ 3 ]                       |
| Премія Європейської кіноакадемії            | 9 грудня 2017               | Найкращий дизайн костюмів           | Катажина Левінська          | Перемога                    | [ 4 ]                       |
| Кінофестиваль у Гдині                       | 2017                        | Золотий лев за найкращий фільм      | Слід звіра                  | Номінація                   |                             |
| Кінофестиваль у Гдині                       | 2017                        | Найкращий режисер                   | Агнешка Голланд             | Перемога                    |                             |
| Кінофестиваль у Гдині                       | 2017                        | Найкращий грим                      | Януш Калея                  | Перемога                    |                             |
| Міжнародний кінофестиваль у Вальядоліді     | 2017                        | Найкраща акторка                    | Агнешка Мандат              | Перемога                    |                             |
| Кінофестиваль «Фантазія» (Монреаль, Канада) | 2017                        | Приз Чорний кінь за найкращий фільм | Слід звіра                  | Перемога                    |                             |

## Рецензії
- Яна Степанюк. «Не убий»: переосмислення заповідей в новому фільмі Агнєшки Голланд // Політична критика. — 31 липня 2017.